# Tre (Teresa De Sio)
Tre è un album della cantante italiana Teresa De Sio, pubblicato nel 1983.

## Tracce
1. Dindimbò – 5:34
2. Oilloco – 4:50
3. Int'o giardino – 3:30
4. Terra 'e nisciuno – 4:48
5. Ariò – 4:43
6. Nanné – 4:07
7. Suonno – 2:03
8. 'E pazzielle – 5:17
9. Oggi o dimane – 4:06

## Formazione
- Teresa De Sio - voce
- Gigi De Rienzo - basso, sintetizzatore, chitarra acustica, pianoforte, Fender Rhodes
- Ernesto Vitolo - pianoforte, organo Hammond, Fender Rhodes, sintetizzatore
- Francesco Bruno - chitarra acustica, chitarra elettrica
- Mauro Spina - batteria
- Rosario Jermano - percussioni
- Luciano Torani - tamburello
- Robert Fix - sassofono soprano